# Norman Peak
Der Norman Peak ist ein 1790 m hoher Berg im südwestlichen Grahamland auf der Antarktischen Halbinsel. Er ragt 6 km nordnordöstlich des Anchor Crag und 6,1 km westlich des Peregrinus Peak an der Nordflanke des Airy-Gletschers auf.
Luftaufnahmen entstanden 1947 bei der US-amerikanischen Ronne Antarctic Research Expedition (1947–1948). Vermessungen nahm der Falkland Islands Dependencies Survey im Jahr 1957 vor. Das UK Antarctic Place-Names Committee benannte den Berg 1977 nach Robert Norman (bl. 1560–1596), einem englischen Seemann und Kompasshersteller, der 1576 die erste Inklinationsbussole entwickelt hatte.